# Ferdinand von Stülpnagel

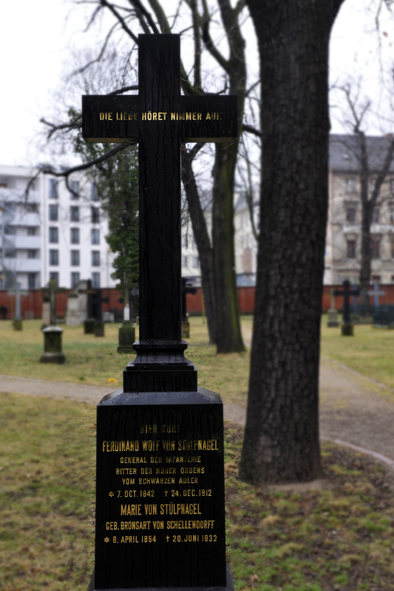
Mộ phần của Ferdinand Wolf von Stülpnagel trong nghĩa trang Alten Garnisonfriedhof ở Berlin-Mitte

Ferdinand Wolf Konstantin Karl von Stülpnagel (7 tháng 10 năm 1842 tại Berlin – 24 tháng 12 năm 1912 cũng tại Berlin) là một sĩ quan quân đội Phổ, đã được thăng tới cấp bậc Thượng tướng Bộ binh. Ông từng tham chiến trong ba cuộc chiến tranh thống nhất nước Đức.

## Tiểu sử
Ferdinand xuất thân trong giai đình quý tộc von Stülpnagel vùng Uckermark. Ông là con trai của Thượng tướng Bộ binh về sau này Wolf Louis Anton Ferdinand von Stülpnagel và vợ của ông này là Cäcilie, tên khai sinh von Lossau (1809 – 1886).
Sau khi học tập trong các trường thiếu sinh quân tại Potsdam và Berlin, Stülpnagel đã nhập ngũ trong Trung đoàn Bộ binh Cận vệ số 1 với quân hàm thiếu úy vào ngày 6 tháng 3 năm 1860. Tiếp theo đó, vào ngày 23 tháng 2 năm 1861, ông được chuyển vào Trung đoàn Bộ binh Cận vệ số 3. Kể từ ngày 2 tháng 10 năm 1862 cho đến ngày 1 tháng 7 năm 1863, ông nhận nhiệm vụ trong Học viện Thể thao Trung tâm (Zentral-Turnanstalt), tại đây ông làm giáo viên trong vòng hai tháng.
Sau khi tham chiến trong cuộc Chiến tranh Schleswig lần thứ hai chống Đan Mạch vào năm 1865, ông tham dự Học viện Quân sự kể từ năm 1865, và thời gian này bị gián đoạn bởi cuộc chiến tranh với Áo vào năm 1866. Trong cuộc chiến này, ông giữ chức vụ sĩ quan phụ tá của Trung đoàn Bộ binh Dân quân Cận vệ. Vào ngày 30 tháng 10 năm 1866, ông được phong quân hàm trung úy, và từ ngày 16 tháng 4 năm 1868 cho đến ngày 1 tháng 5 năm 1869 ông nhận nhiệm vụ trong Bộ Tổng tham mưu. Khi cuộc Chiến tranh Pháp-Đức (1870 – 1871) bùng nổ, ông là sĩ quan phụ tá của Chính quyền Trung ương các Lãnh thổ Ven biển (General-Gouvernement der Küstenlande), và sau đó là của Trung đoàn Bộ binh Cận vệ số 3 ngoài tiền tuyến. Vào ngày 6 tháng 12 năm 1870, ông được thăng cấp Đại úy và chỉ huy trưởng đại đội 11.
Vào tháng 10 năm 1877, ông được thuyên chuyển vào Bộ Tổng tham mưu, đến tháng 2 năm 1878, ông được chuyển vào Bộ Tham mưu của Sư đoàn số 9, đóng quân tại Glogau, và được thăng cấp Thiếu tá vào tháng 6 năm 1878. Vào năm 1882, Stülpnagel lãnh chức Tư lệnh của Tiểu đoàn Bắn súng hỏa mai trong Trung đoàn Phóng lựu "Vua Friedrich" (số 2 Schlesien) số 11. Tiếp theo đó, vào năm 1886, ông được phong chức vị danh dự à la suite và được bổ nhiệm làm Giám đốc Trường Võ bị (Kriegsschule). Cùng năm đó, ông được phong cấp Thượng tá, năm 1887 ông là tham mưu trưởng của Quân đoàn I, năm 1888 Đại tá và Trung đoàn Phóng lựu "Thái tử" (số 1 Đông Phổ) số 1) ở Königsberg, vào năm 1891 Thiếu tướng và Tư lệnh của Lữ đoàn Bộ binh số 22 tại Breslau rồi vào năm 1893 ông là Tư lệnh của Lữ đoàn Bộ binh số 1 ở Königsberg. Vào năm 1895, ông được thăng cấp Trung tướng và nhậm chức Tư lệnh của Sư đoàn số 1 ở Königsberg. Vào năm 1899, Stülpnagel được ủy nhiệm làm Tướng tư lệnh của Quân đoàn V ở Posen và vào ngày 27 tháng 1 năm 1900 ông lên quân hàm Thượng tướng Bộ binh.
Vào ngày 13 tháng 9 năm 1906, Stülpnagel nghỉ hưu với danh hiệu à la suite của Trung đoàn Phóng lựu "Thái tử" (số 1 Đông Phổ) số 1. Ông đã từ trần vào ngày 24 tháng 12 năm 1912 tại thủ đô Berlin.

## Gia đình
Vào ngày 25 tháng 1 năm 1873, Stülpnagel kết hôn với Marie Klara Rosalie Franziska Antonie, tên hai sinh là Bronsart von Schellendorff (8 tháng 4 năm 1854 – 20 tháng 6 năm 1932). Cặp đôi có một vài người con, trong số đó có Joachim von Stülpnagel

## Phong tặng
- Hiệp sĩ Danh dự của Huân chương Vương miện Württemberg vào năm 1886[1]
- Đại Thập tự của Huân chương Hiệp sĩ Thánh Mauritius và Lazarus
- Đại Thập tự của Huân chương Đại bàng Đỏ vào ngày 12 tháng 9 năm 1902
- Vương miện trên Đại Thập tự của Huân chương Albrecht với Ngôi sao Vàng vào ngày 26 tháng 10 năm 1904
- Huân chương Đại bàng Đen vào ngày 13 tháng 9 năm 1906